# Plutella acrodelta
Plutella acrodelta är en fjärilsart som beskrevs av Edward Meyrick 1931. Plutella acrodelta ingår i släktet Plutella och familjen Plutellidae. Inga underarter finns listade i Catalogue of Life.